# گیاه‌درون‌رست

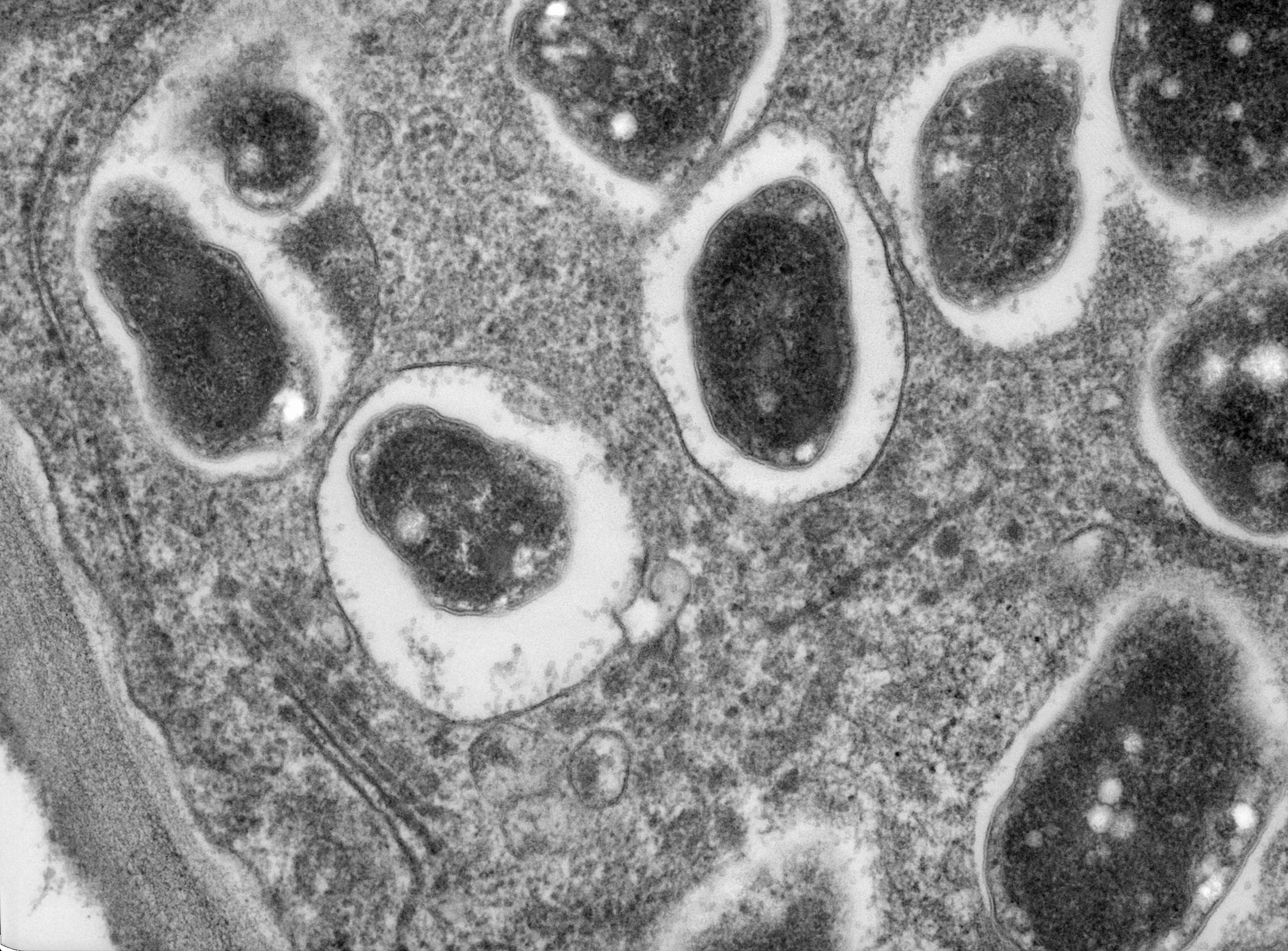
تصویر میکروسکوپ الکترونی از مقطع گره ریشه گیاه سویا. باکتری‌های تثبیت کننده نیتروژن در ریشه‌ها حضور داشته و یک همزیستی ایجاد می‌کند.

گیاه‌درون‌رست یا اندوفیت (به انگلیسی: Endophyte)، یک همزیست درونی، اغلب باکتری یا قارچ است که حداقل بخشی از چرخهٔ زندگی خود در درون یک گیاه می‌گذراند، بدون این که باعث ایجاد هیچ گونه بیماری شود. گیاه‌درون‌رست‌ها در بسیاری از گونه‌های گیاهی یافت شده‌اند. اگرچه هنوز رابطهٔ میان گیاه و گیاه‌درون‌رست به‌طور کامل درک نشده‌است. برخی گیاه‌درون‌رست‌ها ممکن است باعث افزایش رشد گیاه میزبان، جذب بهتر مواد غذایی توسط گیاه یا افزایش مقاومت گیاه به تنش‌های زنده مانند عوامل بیماری‌زای گیاهی و حشرات و تنش‌های غیر زنده نظیر خشکی، شوری و فلزات سنگین شوند.